# Oxytropis campestris
Oxytropis campestris là một loài thực vật có hoa trong họ Đậu. Đây là một loài thực vật có nguồn gốc từ Tây Bắc Hoa Kỳ và toàn bộ Canada, đôi khi được trồng làm cây cảnh.
Nó được tìm thấy trong thảo nguyên, rừng và đồng cỏ, và thích dốc sỏi và đá, mà là phát triển dồi dào nhất. Nó có rất nhiều biến thể.
Loài này nở hoa từ tháng 5 đến tháng 7.

## Hình ảnh

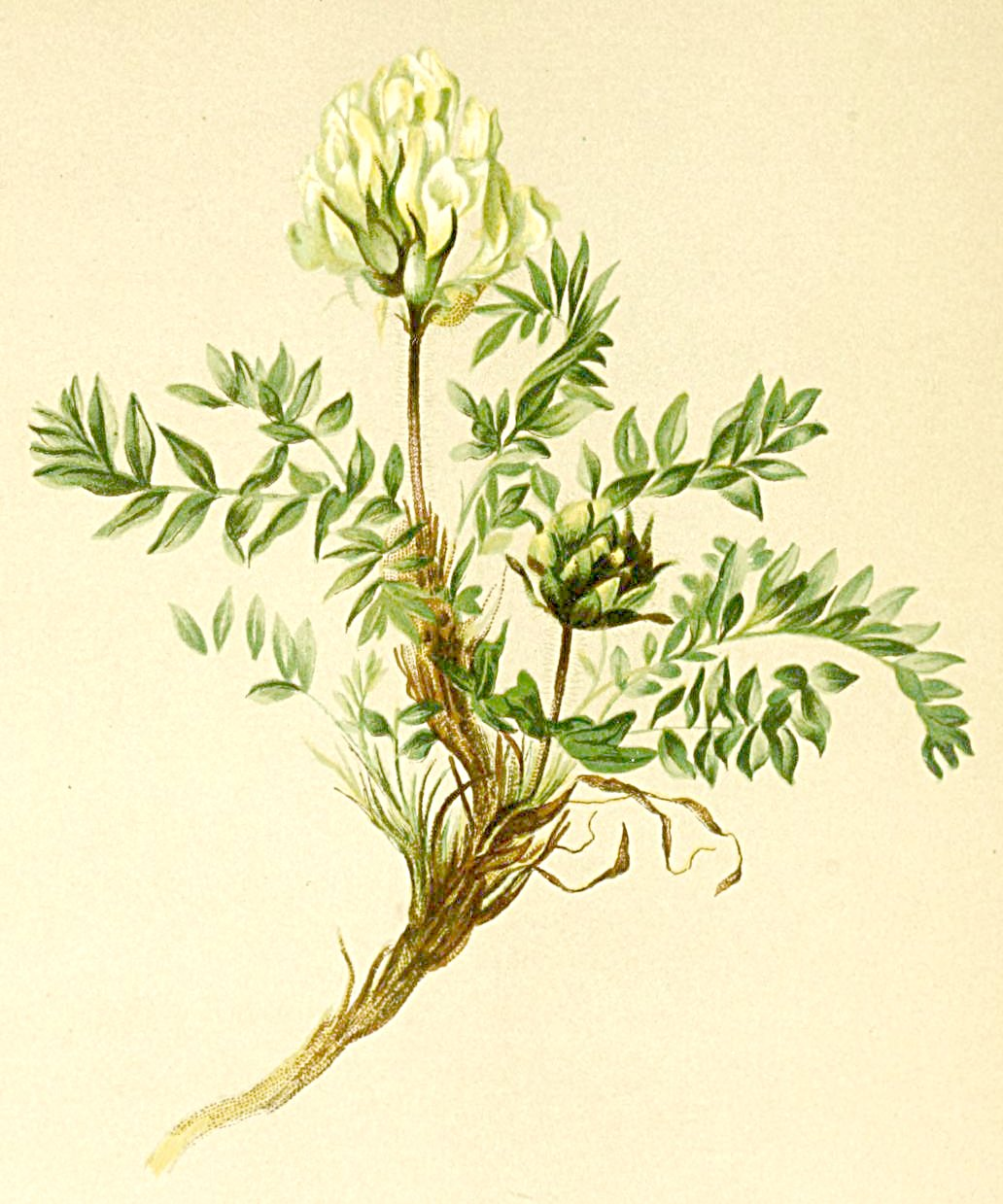
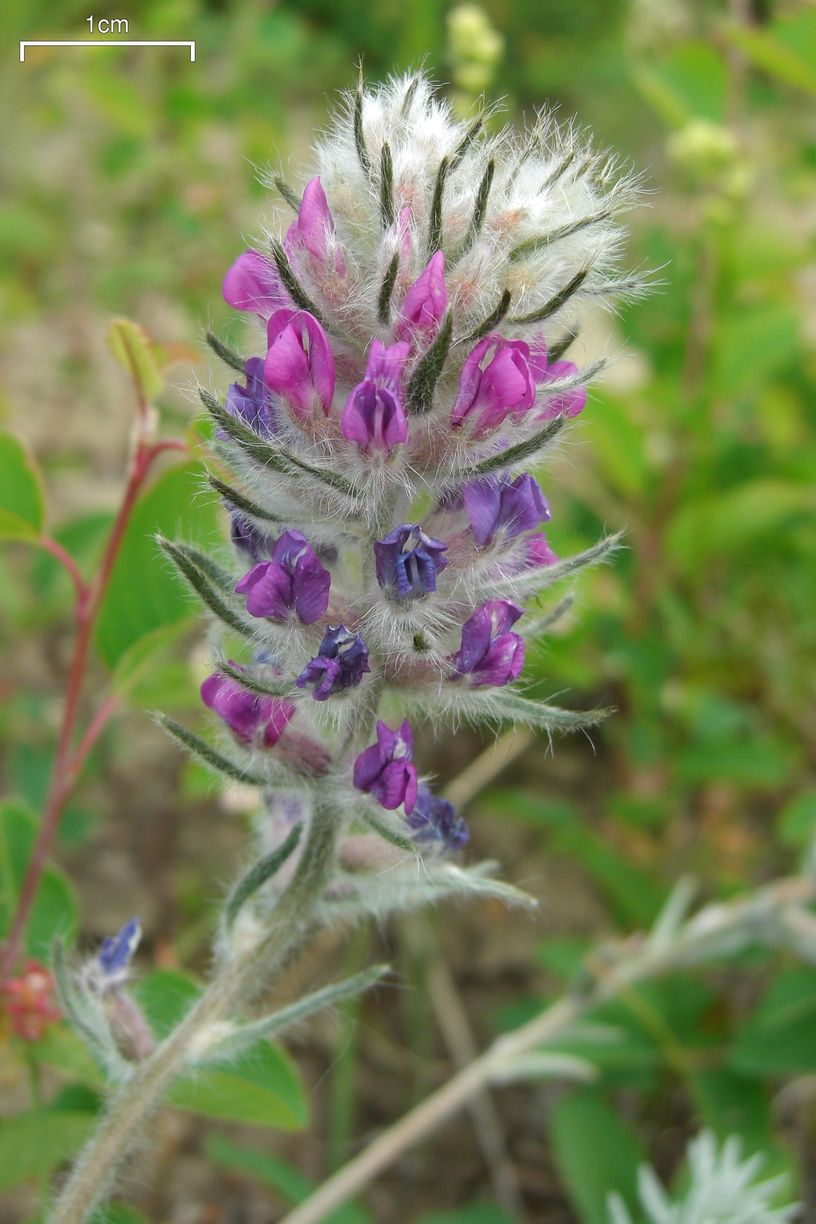
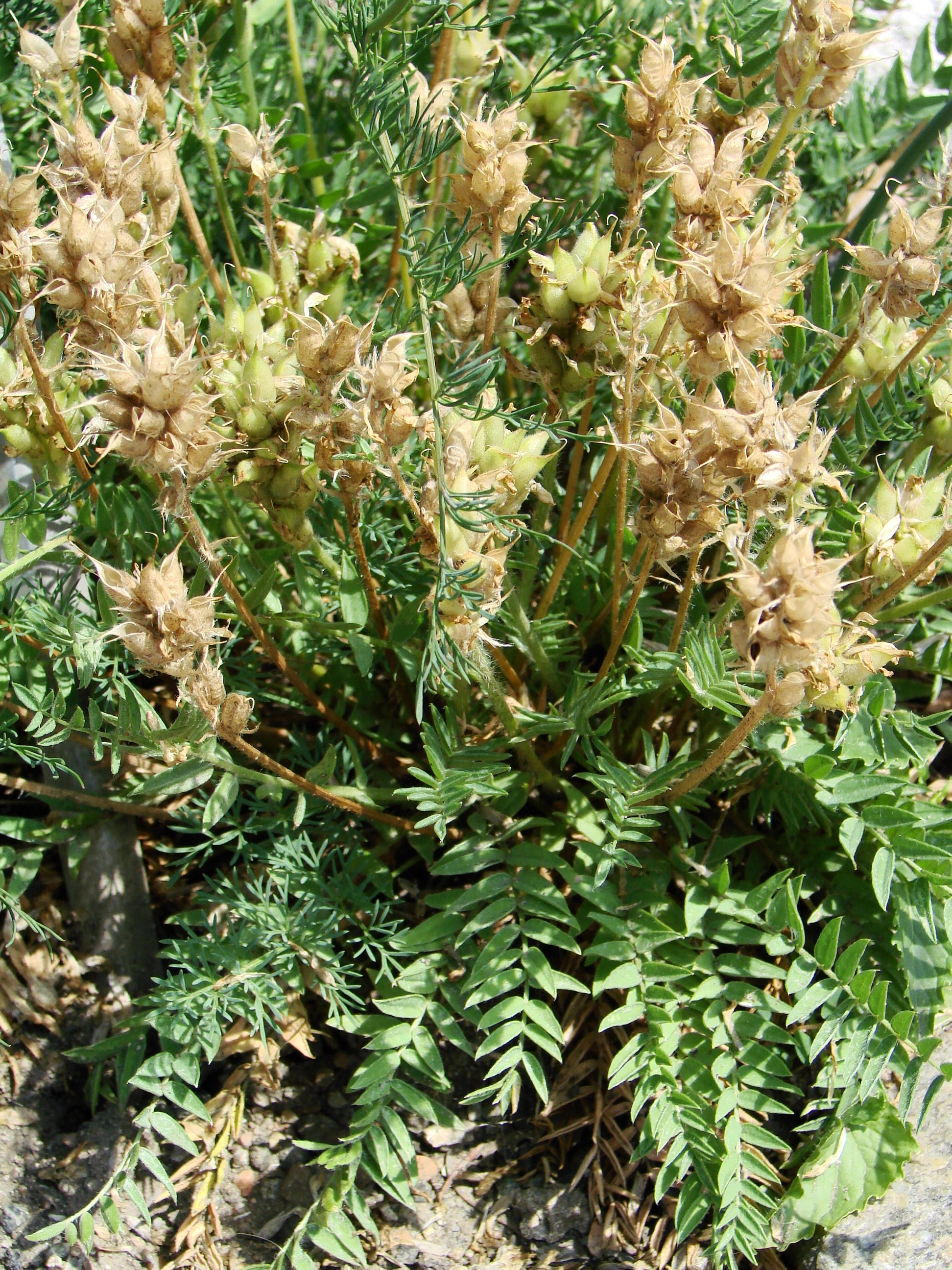
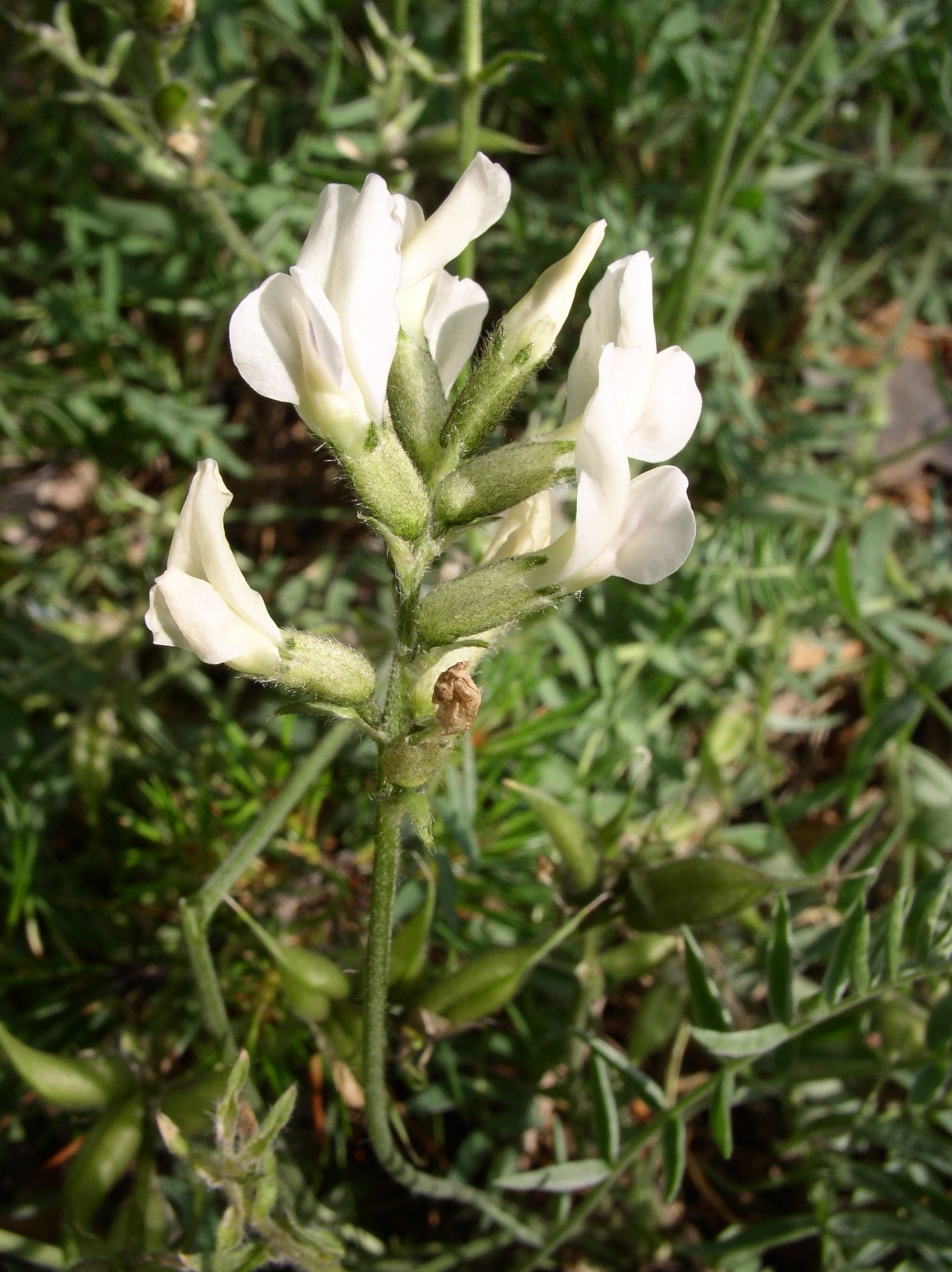